# دودهال
دودهال (به لاتین: Dudhal) یک روستا در بنگلادش است که در استان باریسال و در ناحیه باریسال واقع شده است.